# Александар Далримпел
Александар Далримпел (енгл. Alexander Dalrymple; 24. јули 1737 — 19. јуни 1808) је био шкотски географ и први хидрограф Британског адмиралитета. Заговарао је теорију о постојању огромног неоткривеног континента у Јужном Пацифику коју је називао тера аустралис инкогнита (лат. Terra Australis Incognita). Направио је на хиљаде поморских карти многих мора и океана и тиме је значајно допринео повећању безбедности пловидбе. Његове теорије су инспирисале многе експедиције које су ишле у потрагу за митолошком земљом, све док Џејмс Кук није доказао на свом другом путовању (1772—1775) да такав континент заиста не постоји.